# Salinovec
Salinovec falu Horvátországban Varasd megyében. Közigazgatásilag Ivanechez tartozik.

## Fekvése
Varasdtól 17 km-re délnyugatra, községközpontjától 3 km-re keletre az Ivaneci-hegység északi részén fekszik.

## Története
A falunak 1857-ben 222, 1910-ben 492 lakosa volt. 1920-ig Varasd vármegye Ivaneci járásához tartozott. 2001-ben 145 háztartása és 512 lakosa volt.

## Külső hivatkozások
- Ivanec város hivatalos oldala
- Az ivaneci turisztkai egyesület honlapja